# Anžero-Sudžensk
Anžero-Sudžensk (rusky Анже́ро-Су́дженск) je město v Kemerovské oblasti v Ruské federaci. Při sčítání lidu v roce 2010 mělo 76 646 obyvatel.

## Poloha
Anžero-Sudžensk leží na severním kraji Kemerovské oblasti severně od Kemerova. Vede přes něj Transsibiřská magistrála a je vzdálen vzdušnou čarou zhruba tři tisíce kilometrů východně od Moskvy.

## Dějiny
Anžero-Sudžensk vznikl v roce 1928 sloučením obcí Anžerka (Анжерка) a Sudženka (Судженка). Městem je od roku 1931.

### Rodáci
- Gerhard Benkowitz (1923–1955), německý bojovník proti komunismu
- Vitalij Razdajev (* 1946), fotbalista
- Viktor Siďak (* 1943), sportovní šermíř, olympijský vítěz a mistr světa